# 亨特 (紐約州)
亨特（英語：Hunter）是一個位於美國紐約州格林縣的鎮。

## 人口
根據2020年美國人口普查的數據，亨特的面積為233.65平方千米，當中陸地面積為232.82平方千米，而水域面積為0.83平方千米。當地共有人口3035人，而人口密度為每平方千米13人。